# Teodor de Cària
Teodor de Cària, en llatí Theodorus, en grec antic Θεόδωρος fou un eclesiàstic bizantí, partidari de Foci en la pugna pel patriarcat de Constantinoble al segle ix. Era bisbe de Cària, una ciutat propera a Constantinoble.
Encara que no va fer res en especial sovint fou confós amb Teodor Abucara.